# Scutellarioideae
Scutellarioideae, potporodica medićevki. Sastoji se od šest rodova, a ime je dobila po rodu Scutellaria.

## Rodovi
1. Wenchengia C.Y.Wu & S. Chow (1 sp.)
2. Heliacria Bo Li, C.L.Xiang, T.S.Hoang & Nuraliev (1 sp.)
3. Holmskioldia Retz. (1 sp.)
4. Tinnea Kotschy & Peyr. (19 spp.)
5. Scutellaria L. (467 spp.)
6. Renschia Vatke (1 sp.)